# Georg Michaelis
Pour l’article homonyme, voir Michaelis.
Georg Michaelis, né le 8 septembre 1857 à Haynau, arrondissement de Goldberg en province de Silésie – et décédé le 24 juillet 1936 à Bad Saarow, est un juriste et homme politique allemand. Il est ministre-président de Prusse et, en 1917, chancelier de l'Empire allemand.

## Biographie

### Famille et carrière de fonctionnaire
Venant d'une famille de juristes, il est le fils de Paul Michaelis et de Henriette von Tschirschky und Bögendorff. Georg Michaelis commence ses études de droit en 1876 à l'université de Breslau, à l'université de Leipzig (où il devient membre de la Studentenverbindung Plavia (de)) et à l'université de Wurtzbourg où il rejoint le Corps Guestphalia (de). Après un doctorat en 1884 à Göttingen (sans avoir fait publier de mémoire), il enseigne de 1885 à 1889 à l'université Dokkyo à Tokyo. Après son retour en Allemagne, il commence une carrière de fonctionnaire, tout d'abord au sein du ministère prussien de la Justice puis dans l'administration. En 1891, il épouse Margarete Schmidt, fille d'un fabricant et propriétaire terrien de Gubener. Le couple aura sept enfants : Elisabeth (1892), Charlotte (1893), Emma (1894), Georg Sylvester (1897), Wilhelm (1900), Eva (1904) et Martha (1907). En 1909, Michaelis est nommé sous-secrétaire au ministère des Finances de Prusse. Puis il reprend la direction de l'Office impérial des céréales (Reichsgetreidestelle) en 1914 puis devient commissaire d'État à l'alimentation du peuple le 12 février 1917. 
Son fils Georg Sylvester est tué sur le front en 1915. Michaelis s'engage dans le domaine des associations étudiantes chrétiennes. À Bad Saarow où il réside l'été, il fait construire un centre de formation pour les étudiants. Les débuts se déroulent dans d'anciennes baraques réservées aux prisonniers de guerre et dans une salle de réunion en bois prévue pour 800 auditeurs. En mai 1921, la construction de la pension zur Furche (aujourd’hui située An den Rehwiesen 25) est terminée. Afin d'assurer le ravitaillement, le fortin du domaine Saarow (aujourd’hui Hof Marienhöhe) est acheté. Toutefois l'entreprise n'est économiquement pas réalisable et on la vend à Erhard Bartsch qui reconvertit l'ensemble pour poursuivre son activité de transformation de produits venant de l'agriculture biodynamique sous la marque Demeter.

### Chancelier
Le chancelier Bethmann Hollweg manœuvre depuis le début de la Première Guerre mondiale entre la majorité au Reichstag, qui  le trouvent trop faible face aux militaires de l'Oberste Heeresleitung et ces derniers qui le trouvent trop faible face à la majorité parlementaire du  Reichstag, qui aspire à des réformes intérieures. 
Les dirigeants militaires imposent son renvoi et avancent le nom de Michaelis comme successeur. C'est ainsi que Michaelis, jusqu'alors inconnu, est nommé chancelier du Reich et ministre-président du royaume de Prusse. Cependant, Michaelis est vite dépassé par ses nouveaux devoirs. Il le reconnaît lui-même : « J'ai marché jusqu'alors comme un contemporain ordinaire à côté de la voiture de la grande politique et j'ai seulement cherché à me tenir au courant comme un lecteur de journal ».
Cinq jours après sa prise de fonctions, il se met à dos les partis de la majorité au Reichstag pour avoir dénigré la Résolution pour la paix, tout en refusant toutes les exigences de réformes démocratiques. Le 31 octobre 1917, après seulement trois mois et demi de mandat, Michaelis démissionne et refuse le poste de ministre qu'on lui propose dans le nouveau cabinet Hertling.

### Fin de carrière et mort
Du 1er avril 1918 au 31 mars 1919, Michaelis occupe le poste de haut président de la province de Poméranie. Il intègre par la suite le Deutschnationale Volkspartei et s'engage dans le synode général et le conseil de l'Église protestante de l'Union prussienne. Il retourne en 1922 en Asie de l'Est pendant un voyage à Pékin pour une conférence de la Fédération mondiale des étudiants chrétiens. 
En 1926, Michaelis doit se justifier sur son action de chancelier devant une commission d'enquête du Reichstag. Johann Viktor Bredt lui reproche d'avoir empêché la paix : « ce petit homme aurait peut-être pu épargner un an de guerre au monde, sauver des millions de vies humaines, offrir aux Allemands une paix de conciliation et d'entente. Il s'est écarté dès le début de cette voie qui aurait pu conduire à un résultat heureux ».
Il meurt le 24 juillet 1936 dans sa maison de Bad Saarow.

## Publications
- Für Staat und Volk. Eine Lebensgeschichte Furche, Berlin, 1922
- Weltreisegedanken, Furche, Berlin, 1923